# SAFER
SÁFER (англ. Secure And Fast Encryption Routine — безпечна і швидка процедура шифрування) — в криптографії сімейство симетричних блокових криптоалгоритмів на основі мережі замін-перестановок. Основний внесок в розробку алгоритмів вніс Джеймс Мессі. Перший варіант шифру був створений і опублікований в 1993 році. Хоча алгоритми SAFER не отримали статусу стандартів в США або ЄС, вони знайшли дуже широке застосування. Зокрема, SAFER+ використовується як основа протоколу аутентифікації в Bluetooth. Однак, в самому алгоритмі шифрування в Bluetooth цей алгоритм не використовується.
Незважаючи на те, що в назві алгоритму фігурує слово «fast» (швидкий), за сучасними мірками алгоритми сімейства SAFER є досить повільними.
З точки зору криптостійкости навіть найперша версія алгоритму SAFER K-64 є абсолютно стійкою до диференціального криптоаналізу. Останній алгоритм сімейства — SAFER++, будучи значно модифікованим з урахуванням безлічі атак, здійснених на більш ранні версії алгоритму, став ще більш стійким. В даний час ніяких реально здійсненних атак на алгоритм, не знайдено.
З огляду на те, наскільки далеко просунулися алгоритми SAFER за час свого існування — від SAFER K-64 до SAFER++, можна припустити, що на цьому розвиток цих алгоритмів не закінчений.

## SAFER K-64

### Алгоритм шифрування

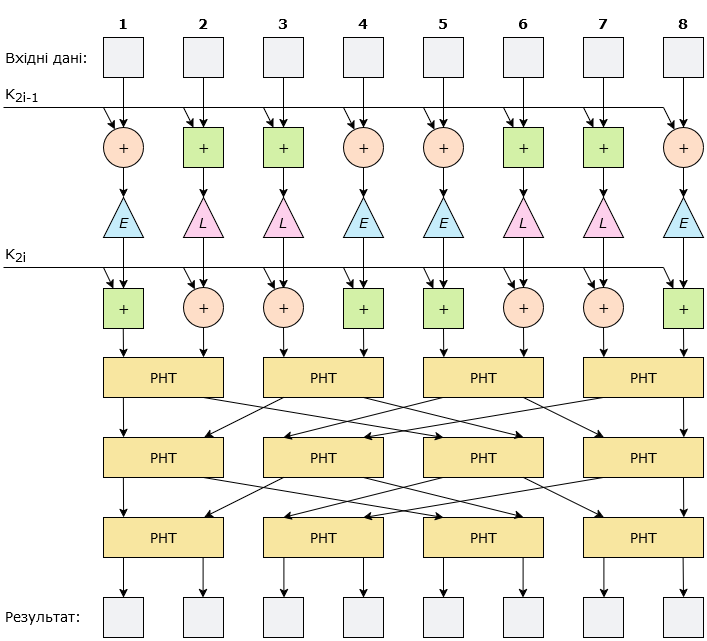
Схема шифрування одного раунду алгоритмом SAFER K-64

Довжина блоку, що шифрується, і довжина ключа дорівнюють 64 бітам. Алгоритм є ітеративним блоковим шифром, тобто одна й та сама функція шифрування послідовно застосовується до вхідного блоку кілька разів, при цьому на кожному етапі використовуються різні ключі. У кожному раунді шифрування та дешифрування беруть участь два 64-бітових ключа.

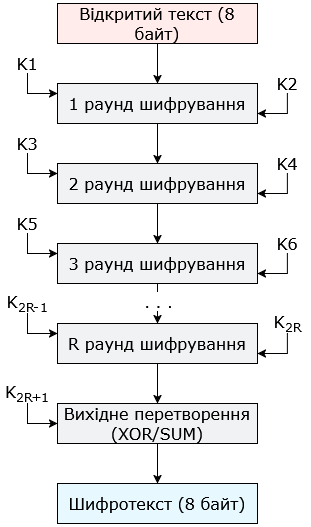
Загальна схема шифрування алгоритмом SAFER K-64

Схему шифрування одного раунду алгоритму подано на схемі. Блок даних подається у вигляді 8-байтового масиву (байти нумеруються зліва направо від 1 до 8). Алгоритм є мережею замін-перестановок, у кожному раунді якої виконуються наступні операції:
1. На дані накладається 8-байтний фрагмент розширеного ключа {\displaystyle K_{2i-1}}, де {\displaystyle i} — номер поточного раунду. Раунди нумеруються починаючи з 1. Байти ключа № 1, 4, 5 та 8 накладаються на аналогічні байти даних за допомогою побітової логічної операції «або» (XOR); для накладення решти байтів (№ 2, 3, 6 та 7) ключа використовується операція додавання за модулем 256.
2. Байти даних № 1, 4, 5 і 8 обробляються наступною операцією (у схемі позначена як Е): {\displaystyle y=45^{x}{\mbox{ mod }}257}, де {\displaystyle x} — вхідне значення, а {\displaystyle y} — вихідне значення цієї операції. Причому якщо {\displaystyle y=256} (що відбувається за умови {\displaystyle x=128}), то його значення обнуляється: {\displaystyle y=0}. Інші байти даних (№ 2, 3, 6 та 7) обробляються наступною операцією (у схемі позначена як L): {\displaystyle y=log_{45}{\mbox{ mod }}256}, причому якщо {\displaystyle x=0}, то значення {\displaystyle y=128}.
3. Друге накладення ключа виконується аналогічно до першого (проте з використанням іншого фрагмента розширеного ключа, а саме {\displaystyle K_{2i}}), але з інверсним застосуванням операцій: байти, що в першому накладенні ключа опрацьовувалися операцією XOR, тут опрацьовуються додаванням за модулем 256, і навпаки.

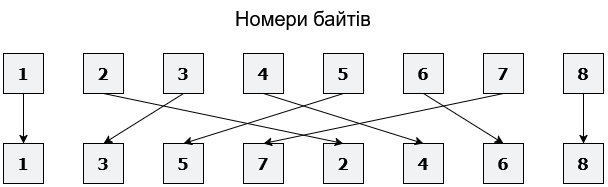
Перестановка байтів даних між перетвореннями PHT

4. Три рівні перетворень PHT (Pseudo Hadamard Transform, псевдоадамарове перетворення); операція РНТ виконує нескладне перетворення двох вхідних байтів даних ({\displaystyle x_{1}} та {\displaystyle x_{2}}), даючи в результаті два вихідні байти {\displaystyle y_{1}} та {\displaystyle y_{2}}. Визначаються вони наступним чином: {\displaystyle y_{1}=(2x_{1}+x_{2}){\mbox{ mod }}256} та {\displaystyle y_{2}=(x_{1}+x_{2}){\mbox{ mod }}256}. Між рівнями перетворень РНТ виконується перестановка байтів даних позначена на схемі. Перестановка байтів даних між перетвореннями PHT Байт №1 залишається на своєму місці, вхідне значення байта №2 стає вихідним значенням байта №4, вхідне значення байта №3 стає вихідним значенням байта №2, тощо.

Автор алгоритму рекомендує виконувати 6 раундів описаних вище перетворень (раунди позначаються як {\displaystyle R}), але допускає збільшення кількості раундів до 10. Після виконання {\displaystyle R} раундів алгоритму застосовується вихідне перетворення, повністю аналогічне описаній вище операції першого накладення ключа; у цьому випадку застосовується останній із фрагментів розширеного ключа {\displaystyle K_{2R+1}}. Слід врахувати, що залежно від вимог до реалізації алгоритму описані вище операції Е та L можуть бути реалізовані напряму або у вигляді таблиць замін.
Перетворення РНТ у сукупності також можуть бути замінені множенням байтового масиву даних на матрицю М (у кінцевому полі GF(256)).
| 8 | 4 | 4 | 2 | 4 | 2 | 2 | 1 |
| 4 | 2 | 4 | 2 | 2 | 1 | 2 | 1 |
| 4 | 2 | 2 | 1 | 4 | 2 | 2 | 1 |
| 2 | 1 | 2 | 1 | 2 | 1 | 2 | 1 |
| 4 | 4 | 2 | 2 | 2 | 2 | 1 | 1 |
| 2 | 2 | 2 | 2 | 1 | 1 | 1 | 1 |
| 2 | 2 | 1 | 1 | 2 | 2 | 1 | 1 |
| 1 | 1 | 1 | 1 | 1 | 1 | 1 | 1 |

### Алгоритм розшифрування

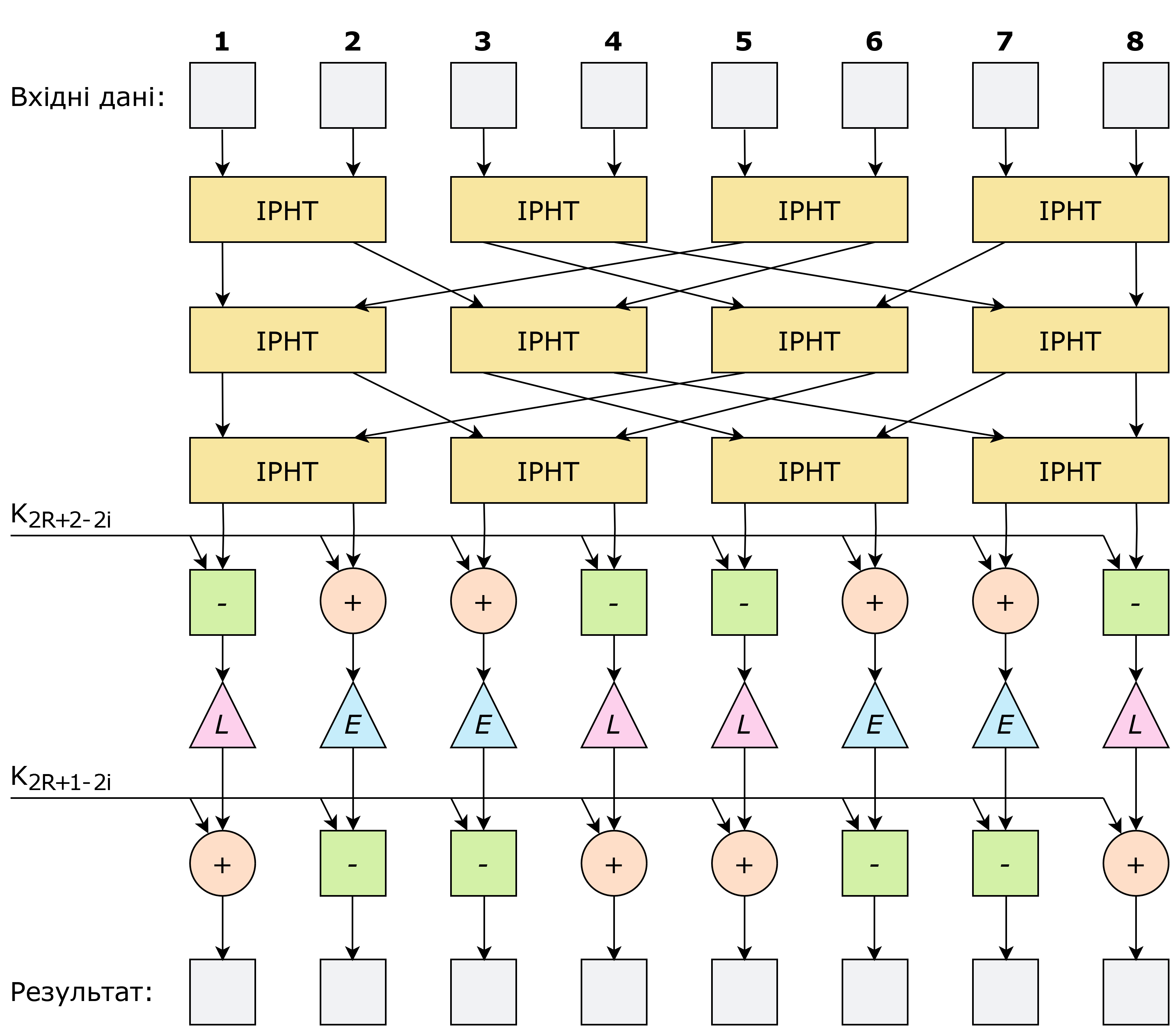
Схема дешифрування одного раунду алгоритмом SAFER K-64

При розшифровуванні шифротекст насамперед піддається вхідному перетворенню за участю фрагмента розширеного ключа {\displaystyle K_{2R+1}}, що інверсно вихідному перетворенню при зашифровуванні:
даних № 1, 4, 5 і 8 обробляються операцією XOR;
інші байти обробляються операцією віднімання: {\displaystyle y=x-k{\mbox{ mod }}256}, де {\displaystyle y} – вихідний байт; {\displaystyle x} – вхідний байт; {\displaystyle k} – відповідний байт фрагмента ключа, що накладається. 

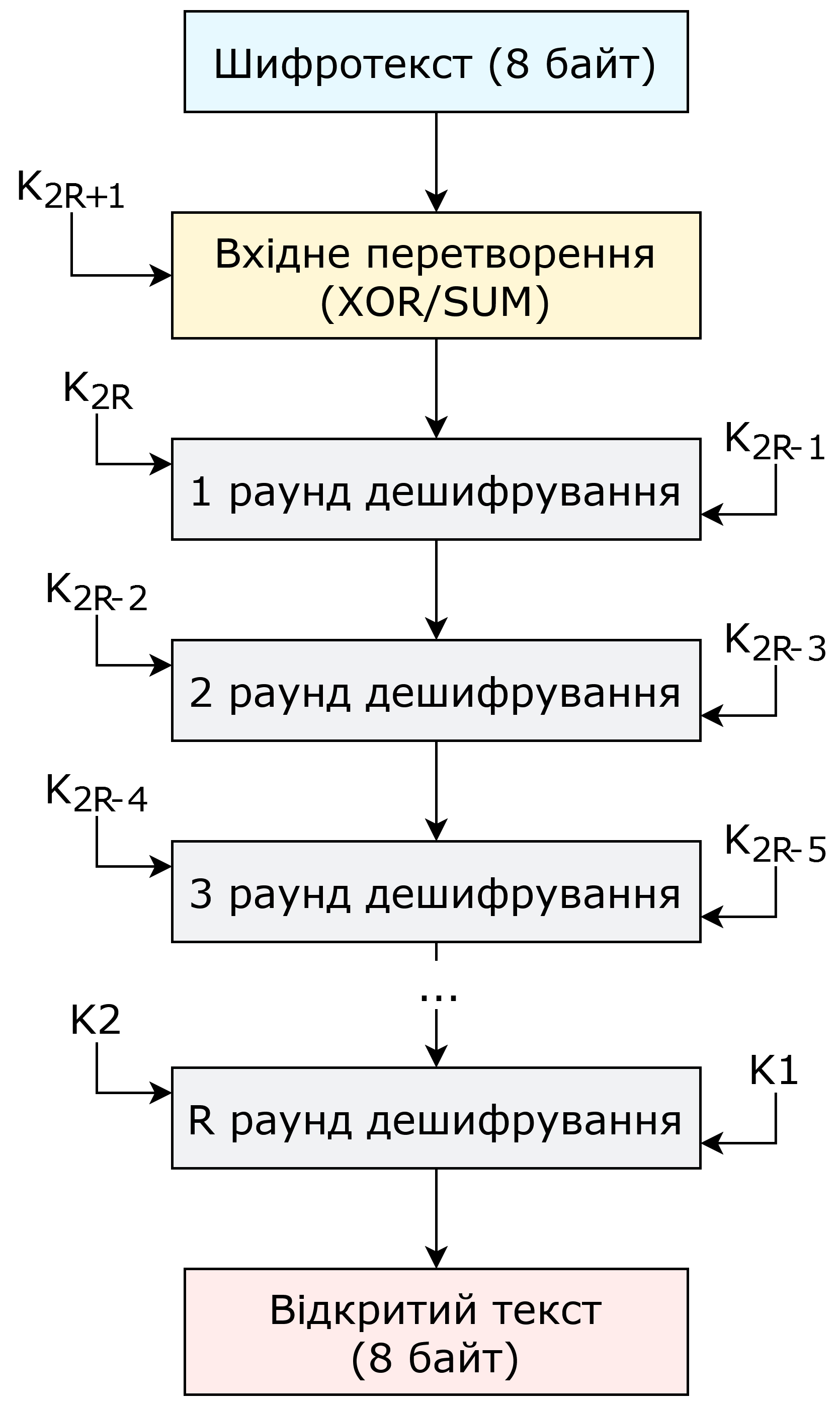
Загальна схема дешифрування алгоритмом SAFER K-64

Після цього виконується R раундів розшифровування, у кожному з яких виконуються наступні дії:
1. Три рівні зворотного псевдоадамарового перетворення IPНТ (Inverse РНТ), яке визначається таким чином: {\displaystyle y_{1}=(x_{1}-x_{2}){\mbox{ mod }}256} та {\displaystyle y_{2}=(-x_{1}+2x_{2}){\mbox{ mod }}256}. Між рівнями перетворень ІРНТ виконується перестановка байтів наведена на рисунку, яка зворотна перестановці, що використовувалася при зашифровуванні. Перестановка байтів даних між перетвореннями IPHT

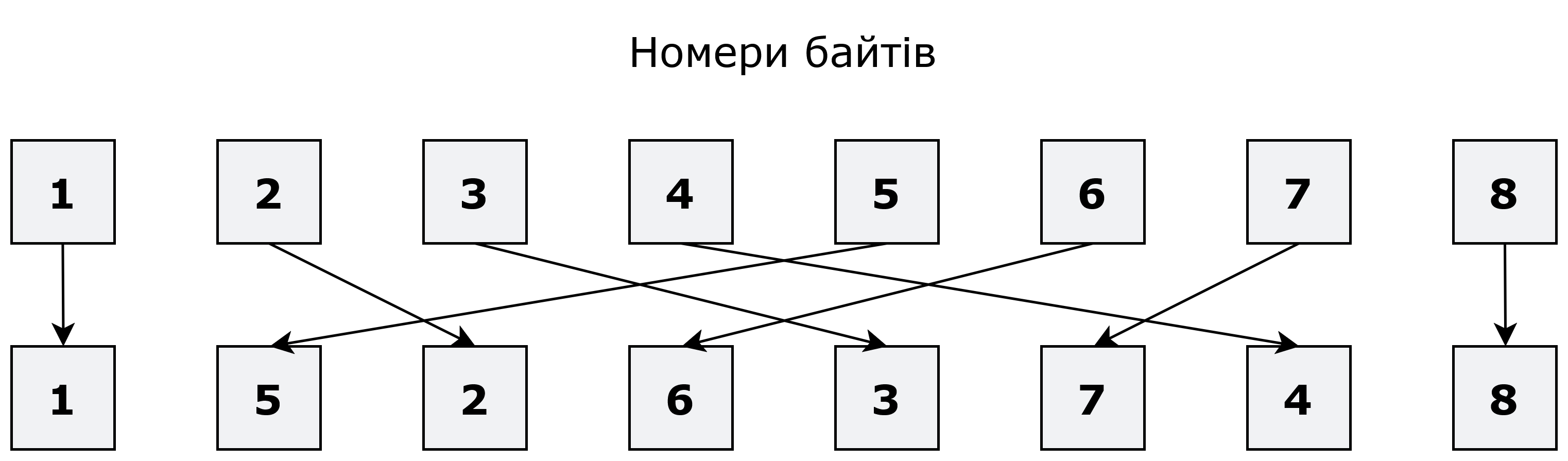
Перестановка байтів даних між перетвореннями IPHT

2. Зворотне друге накладення ключа: на дані накладається 8-байтний фрагмент розширеного ключа {\displaystyle K_{2R+2-2i}}. Байти ключа № 2, 3, 6 і 7 накладаються на аналогічні байти даних за допомогою операції XOR; для накладення інших байтів ключа використовується описана вище операція віднімання.
3. Зворотне нелінійне перетворення: байти даних № 1, 4, 5 і 8 обробляються операцією L; інші байти обробляються операцією E.
4. Зворотне перше накладення ключа, повністю аналогічне описаному вище вхідному перетворенню; тут використовується фрагмент розширеного ключа {\displaystyle K_{2R+1-2i}}

Як видно, при розшифровуванні відбувається виконання зворотних операцій у зворотному порядку. Перетворення ІРНТ також може бути замінено множенням на матрицю {\displaystyle M^{-1}} (аналогічно описаному вище для РНТ).
| 1  | -1 | -1 | 1  | -1 | 1  | 1  | -1 |
| -1 | 1  | 1  | -1 | 2  | -2 | -2 | 2  |
| -1 | 2  | 1  | -2 | 1  | -2 | -1 | 2  |
| 1  | -2 | -1 | 2  | -2 | 4  | 2  | -4 |
| -1 | 1  | 2  | -2 | 1  | -1 | -2 | 2  |
| 1  | -1 | -2 | 2  | -2 | 2  | 4  | -4 |
| 1  | -2 | -2 | 4  | -1 | 2  | 2  | -4 |
| -1 | 2  | 2  | -4 | 2  | -4 | -4 | 8  |